# WHA 1974/1975
Sezóna 1974/1975 byl 3. ročníkem World Hockey Association.
‎Třetí sezóna s sebou přinesla první rozšíření ligy. ‎‎Indianapolis Racers‎‎ a ‎‎Phoenix Roadrunners rozšířili soutěž. Dva kluby se po ukončení předešlé sezony přestěhovali, newyorský klub Jersey Knights nemohl konkurovat v okolí týmům z NHL a přestěhoval se do San Diego Mariners a tam získal očekávané povzbuzení. Druhý tým Los Angeles Sharks se přestěhoval do Detroitu ve státě Michigan. Michigan Stags‎‎ nezaznamenali požadovaný úspěch a v lednu se přestěhovali do ‎‎Baltimore Blades‎‎. Tým dokončil sezónu a poté byl rozpuštěn. Po rozšíření soutěže bylo rozhodnuto rozdělit ligu do tří ‎‎divizí‎‎.
‎Toronto Toros‎‎ přivedli největší posilu před začátkem sezony, podepsali bývalou hvězdu NHL Frank Mahovlich‎‎. Dvě události připomínaly ‎‎Summit Series z roku 1972‎‎, ve které hvězdy NHL dokázaly vyhrát proti ‎‎národnímu týmu Sovětského svazu‎‎. Na jedné straně tehdejší hvězdné série, ‎‎Paul Henderson‎‎, působil v roce 1972 v NHL, nyní v roce 1974 ve WHA za Toronto. V osmizápasové sérii, se čtyřmi zápasy hranými v kanadských městech WHA a čtyřmi zápasy v Moskvě, vyhrál kanadský výběr pouze jednou.
Houston Aeros se podařilo obhájit titul. Stali se třetím vítězem ‎‎Avco World Trophy‎‎. Ve finále jasně zvítězili 4-0 proti ‎‎Québec Nordiques‎‎.
‎4 095 911 diváků sledovalo 546 zápasů třetí sezóny. V průměru to bylo 7502 na zápas, což znamenalo výrazný nárůst ve srovnání s předchozí sezónou. NHL měla v té době asi 13 224 diváků a mírný pokles ve srovnání s předchozím rokem.‎

## Základní část

### Systém soutěže
‎Další dva týmy rozdělily 14 týmů do tří divizí. ‎‎Kanadská‎‎ a ‎‎Západní divize‎‎ hrály s pěti týmy, ‎‎Východní divize‎‎ pouze se čtyřmi. Celkem každý tým odehrál v ‎‎základní části‎‎ 78 zápasů, z toho 39 na domácím ledě a 39 na ledě soupeře. Poprvé proti sobě všechny týmy soutěžily stejně často. Takže to přišlo mezi všechny týmy na tři domácí a tři venkovní zápasy. ‎
‎Na konci základní části se do ‎‎play-off‎‎ kvalifikovaly dva nejlépe umístěné týmy z každé divize plus dva týmy s nejlepšími body ze třetího a čtvrtého týmu. Play-off se konalo po základní části a hrálo se ve vyřazovací části.‎‎ V případě remízy mezi dvěma nebo více týmy se původně započítal větší počet vyhraných zápasů.‎

### Tabulka

#### Kanadská divize
| Poř. | Tým               | Z  | V  | R  | P | VG  | OG  | B  |
| ---- | ----------------- | -- | -- | -- | - | --- | --- | -- |
| 1.   | Québec Nordiques  | 78 | 46 | 32 | 0 | 331 | 299 | 92 |
| 2.   | Toronto Toros     | 78 | 43 | 33 | 2 | 349 | 304 | 88 |
| 3.   | Winnipeg Jets     | 78 | 38 | 35 | 5 | 322 | 293 | 81 |
| 4.   | Vancouver Blazers | 78 | 37 | 39 | 2 | 256 | 270 | 76 |
| 5.   | Edmonton Oilers   | 78 | 36 | 38 | 4 | 279 | 279 | 76 |

#### Východní divize
| Poř. | Tým                 | Z  | V  | R  | P | VG  | OG  | B  |
| ---- | ------------------- | -- | -- | -- | - | --- | --- | -- |
| 1.   | New England Whalers | 78 | 43 | 30 | 5 | 274 | 279 | 91 |
| 2.   | Cleveland Crusaders | 78 | 35 | 40 | 3 | 236 | 258 | 73 |
| 3.   | Chicago Cougars     | 78 | 30 | 47 | 1 | 261 | 312 | 61 |
| 4.   | Indianapolis Racers | 78 | 18 | 57 | 3 | 216 | 338 | 39 |

#### Západní divize
| Poř. | Tým                             | Z  | V  | R  | P | VG  | OG  | B   |
| ---- | ------------------------------- | -- | -- | -- | - | --- | --- | --- |
| 1.   | Houston Aeros                   | 78 | 53 | 25 | 0 | 369 | 247 | 106 |
| 2.   | San Diego Mariners              | 78 | 43 | 31 | 4 | 326 | 268 | 90  |
| 3.   | Minnesota Fighting Saints       | 78 | 42 | 33 | 3 | 308 | 279 | 87  |
| 4.   | Phoenix Roadrunners             | 78 | 39 | 31 | 8 | 300 | 265 | 86  |
| 5.   | Michigan Stags Baltimore Blades | 78 | 21 | 53 | 4 | 205 | 341 | 46  |

### Hráčské statistiky

#### Kanadské bodování
Toto je konečné pořadí hráčů podle dosažených bodů. Za jeden vstřelený gól nebo přihrávku na gól hráč získal jeden bod.
| Poř. | Hráč           | Tým                       | Z  | G  | A   | B   | TM | +/- |
| ---- | -------------- | ------------------------- | -- | -- | --- | --- | -- | --- |
| 1.   | André Lacroix  | San Diego Mariners        | 78 | 41 | 106 | 147 | 63 | --  |
| 2.   | Bobby Hull     | Winnipeg Jets             | 78 | 77 | 65  | 142 | 41 | --  |
| 3.   | Serge Bernier  | Quebec Nordiques          | 76 | 54 | 68  | 122 | 75 | --  |
| 4.   | Ulf Nilsson    | Winnipeg Jets             | 78 | 26 | 94  | 120 | 79 | --  |
| 5.   | Larry Lund     | Houston Aeros             | 78 | 33 | 75  | 108 | 68 | --  |
| 6.   | Wayne Rivers   | San Diego Mariners        | 78 | 54 | 53  | 107 | 52 | --  |
| 7.   | Anders Hedberg | Winnipeg Jets             | 65 | 53 | 47  | 100 | 45 | --  |
| 8.   | Gordie Howe    | Houston Aeros             | 75 | 34 | 65  | 99  | 84 | --  |
| 9.   | Wayne Dillon   | Toronto Toros             | 77 | 29 | 66  | 95  | 22 | --  |
| 10.  | Mike Walton    | Minnesota Fighting Saints | 75 | 48 | 45  | 93  | 33 | --  |

#### Hodnocení brankářů
Toto je konečné pořadí nejlepších pět brankářů.
| Poř. | Hráč           | Tým                       | Z  | MIN  | V  | P  | R | OG  | ČK | POG  | Úsp% |
| ---- | -------------- | ------------------------- | -- | ---- | -- | -- | - | --- | -- | ---- | ---- |
| 1.   | Ron Grahame    | Houston Aeros             | 43 | 2590 | 33 | 10 | 0 | 131 | 4  | 3.03 | 90.0 |
| 2.   | Bob Whidden    | Cleveland Crusaders       | 29 | 1654 | 9  | 16 | 1 | 89  | 0  | 3.23 | 91.2 |
| 3.   | Wayne Rutledge | Houston Aeros             | 35 | 2092 | 20 | 15 | 0 | 113 | 2  | 3.24 | 89.2 |
| 4.   | Ernie Wakely   | Winnipeg - San Diego      | 41 | 2418 | 23 | 15 | 2 | 131 | 3  | 3.25 | 90.0 |
| 5.   | Gerry Cheevers | Cleveland Crusaders       | 52 | 3076 | 26 | 24 | 2 | 167 | 4  | 3.26 | 90.5 |
| 6.   | Jack Norris    | Phoenix Roadrunners       | 33 | 1962 | 14 | 15 | 4 | 107 | 1  | 3.27 | 89.1 |
| 7.   | John Garrett   | Minnesota Fighting Saints | 58 | 3294 | 30 | 23 | 2 | 180 | 2  | 3.28 | 90.5 |
| 8.   | Gary Kurt      | Phoenix Roadrunners       | 47 | 2841 | 25 | 16 | 4 | 156 | 2  | 3.27 | 88.5 |
| 9.   | Jacques Plante | Edmonton Oilers           | 40 | 1592 | 15 | 14 | 1 | 88  | 1  | 3.32 | 89.0 |
| 10.  | Don McLeod     | Vancouver Blazers         | 71 | 4124 | 32 | 35 | 2 | 230 | 1  | 3.35 | 89.1 |

## Play off

### Pavouk
|  | Čtvrtfinále         | Čtvrtfinále        |                           |   | Semifinále | Semifinále |  |  | Finále | Finále |
|  |                     |                    |                           |   |            |            |  |  |        |        |
|  |                     |                    |                           |   |            |            |  |  |        |        |
|  | Houston Aeros       | 4                  |                           |   |            |            |  |  |        |        |
|  | Houston Aeros       | 4                  |                           |   |            |            |  |  |        |        |
|  | Cleveland Crusaders | 1                  |                           |   |            |            |  |  |        |        |
|  | Cleveland Crusaders | 1                  | Houston Aeros             | 4 |            |            |  |  |        |        |
|  |                     |                    | Houston Aeros             | 4 |            |            |  |  |        |        |
|  |                     | San Diego Mariners | 0                         |   |            |            |  |  |        |        |
|  | San Diego Mariners  | San Diego Mariners | 0                         | 4 |            |            |  |  |        |        |
|  | San Diego Mariners  |                    |                           | 4 |            |            |  |  |        |        |
|  | Toronto Toros       | 2                  |                           |   |            |            |  |  |        |        |
|  | Toronto Toros       | 2                  | Houston Aeros             | 4 |            |            |  |  |        |        |
|  |                     |                    | Houston Aeros             | 4 |            |            |  |  |        |        |
|  |                     | Québec Nordiques   | 0                         |   |            |            |  |  |        |        |
|  | New England Whalers | Québec Nordiques   | 0                         | 2 |            |            |  |  |        |        |
|  | New England Whalers |                    |                           | 2 |            |            |  |  |        |        |
|  | Winnipeg Jets       | 4                  |                           |   |            |            |  |  |        |        |
|  | Winnipeg Jets       | 4                  | Minnesota Fighting Saints | 2 |            |            |  |  |        |        |
|  |                     |                    | Minnesota Fighting Saints | 2 |            |            |  |  |        |        |
|  |                     | Québec Nordiques   | 4                         |   |            |            |  |  |        |        |
|  | Québec Nordiques    | Québec Nordiques   | 4                         | 4 |            |            |  |  |        |        |
|  | Québec Nordiques    |                    |                           | 4 |            |            |  |  |        |        |
|  | Phoenix Roadrunners | 1                  |                           |   |            |            |  |  |        |        |
|  | Phoenix Roadrunners | 1                  |                           |   |            |            |  |  |        |        |

### Čtvrtfinále
| Houston Aeros vs. Cleveland Crusaders | Houston Aeros vs. Cleveland Crusaders | Houston Aeros vs. Cleveland Crusaders | Houston Aeros vs. Cleveland Crusaders | Houston Aeros vs. Cleveland Crusaders | Houston Aeros vs. Cleveland Crusaders | Houston Aeros vs. Cleveland Crusaders |
| Datum                                 | Domácí                                | Domácí                                | Hosté                                 | Hosté                                 | Prod.                                 |                                       |
| ------------------------------------- | ------------------------------------- | ------------------------------------- | ------------------------------------- | ------------------------------------- | ------------------------------------- | ------------------------------------- |
| 10. dubna                             | Cleveland                             | 5                                     | 8                                     | Houston                               |                                       |                                       |
| 12. dubna                             | Cleveland                             | 3                                     | 5                                     | Houston                               |                                       |                                       |
| 13. dubna                             | Houston                               | 1                                     | 3                                     | Cleveland                             |                                       |                                       |
| 15. dubna                             | Houston                               | 7                                     | 2                                     | Cleveland                             |                                       |                                       |
| 17. dubna                             | Cleveland                             | 1                                     | 3                                     | Houston                               |                                       |                                       |
| Houston Aeros vyhrál 4:1 na série.    |                                       |                                       |                                       |                                       |                                       |                                       |

| Québec Nordiques vs. Phoenix Roadrunners | Québec Nordiques vs. Phoenix Roadrunners | Québec Nordiques vs. Phoenix Roadrunners | Québec Nordiques vs. Phoenix Roadrunners | Québec Nordiques vs. Phoenix Roadrunners | Québec Nordiques vs. Phoenix Roadrunners | Québec Nordiques vs. Phoenix Roadrunners |
| Datum                                    | Domácí                                   | Domácí                                   | Hosté                                    | Hosté                                    | Prod.                                    |                                          |
| ---------------------------------------- | ---------------------------------------- | ---------------------------------------- | ---------------------------------------- | ---------------------------------------- | ---------------------------------------- | ---------------------------------------- |
| 8. dubna                                 | Phoenix                                  | 2                                        | 5                                        | Québec                                   |                                          |                                          |
| 10. dubna                                | Phoenix                                  | 2                                        | 3                                        | Québec                                   |                                          |                                          |
| 12. dubna                                | Québec                                   | 3                                        | 0                                        | Phoenix                                  |                                          |                                          |
| 15. dubna                                | Québec                                   | 5                                        | 6                                        | Phoenix                                  | 1. Prod.                                 |                                          |
| 17. dubna                                | Phoenix                                  | 2                                        | 4                                        | Québec                                   |                                          |                                          |
| Québec Nordiques vyhrál 4:1 na série.    |                                          |                                          |                                          |                                          |                                          |                                          |

| New England Whalers vs. Minnesota Fighting Saints | New England Whalers vs. Minnesota Fighting Saints | New England Whalers vs. Minnesota Fighting Saints | New England Whalers vs. Minnesota Fighting Saints | New England Whalers vs. Minnesota Fighting Saints | New England Whalers vs. Minnesota Fighting Saints | New England Whalers vs. Minnesota Fighting Saints |
| Datum                                             | Domácí                                            | Domácí                                            | Hosté                                             | Hosté                                             | Prod.                                             |                                                   |
| ------------------------------------------------- | ------------------------------------------------- | ------------------------------------------------- | ------------------------------------------------- | ------------------------------------------------- | ------------------------------------------------- | ------------------------------------------------- |
| 9. dubna                                          | Minnesota                                         | 6                                                 | 5                                                 | New England                                       |                                                   |                                                   |
| 11. dubna                                         | Minnesota                                         | 2                                                 | 3                                                 | New England                                       | 1. Prod.                                          |                                                   |
| 13. dubna                                         | New England                                       | 3                                                 | 8                                                 | Minnesota                                         |                                                   |                                                   |
| 15. dubna                                         | New England                                       | 5                                                 | 2                                                 | Minnesota                                         |                                                   |                                                   |
| 18. dubna                                         | Minnesota                                         | 4                                                 | 0                                                 | New England                                       |                                                   |                                                   |
| 19. dubna                                         | New England                                       | 1                                                 | 6                                                 | Minnesota                                         |                                                   |                                                   |
| Minnesota Fighting Saints vyhrál 4:2 na série.    |                                                   |                                                   |                                                   |                                                   |                                                   |                                                   |

| San Diego Mariners vs. Toronto Toros    | San Diego Mariners vs. Toronto Toros | San Diego Mariners vs. Toronto Toros | San Diego Mariners vs. Toronto Toros | San Diego Mariners vs. Toronto Toros | San Diego Mariners vs. Toronto Toros | San Diego Mariners vs. Toronto Toros |
| Datum                                   | Domácí                               | Domácí                               | Hosté                                | Hosté                                | Prod.                                |                                      |
| --------------------------------------- | ------------------------------------ | ------------------------------------ | ------------------------------------ | ------------------------------------ | ------------------------------------ | ------------------------------------ |
| 9. dubna                                | Toronto                              | 3                                    | 5                                    | San Diego                            |                                      |                                      |
| 12. dubna                               | Toronto                              | 6                                    | 7                                    | San Diego                            |                                      |                                      |
| 14. dubna                               | San Diego                            | 2                                    | 5                                    | Toronto                              |                                      |                                      |
| 16. dubna                               | San Diego                            | 5                                    | 6                                    | Toronto                              |                                      |                                      |
| 18. dubna                               | Toronto                              | 3                                    | 4                                    | San Diego                            |                                      |                                      |
| 21. dubna                               | San Diego                            | 6                                    | 4                                    | Toronto                              |                                      |                                      |
| San Diego Mariners vyhrál 4:2 na série. |                                      |                                      |                                      |                                      |                                      |                                      |

### Semifinále
| Houston Aeros vs. San Diego Mariners | Houston Aeros vs. San Diego Mariners | Houston Aeros vs. San Diego Mariners | Houston Aeros vs. San Diego Mariners | Houston Aeros vs. San Diego Mariners | Houston Aeros vs. San Diego Mariners | Houston Aeros vs. San Diego Mariners |
| Datum                                | Domácí                               | Domácí                               | Hosté                                | Hosté                                | Prod.                                |                                      |
| ------------------------------------ | ------------------------------------ | ------------------------------------ | ------------------------------------ | ------------------------------------ | ------------------------------------ | ------------------------------------ |
| 25. dubna                            | Houston                              | 4                                    | 0                                    | San Diego                            |                                      |                                      |
| 27. dubna                            | Houston                              | 2                                    | 1                                    | San Diego                            |                                      |                                      |
| 29. dubna                            | San Diego                            | 0                                    | 6                                    | Houston                              |                                      |                                      |
| 1. května                            | San Diego                            | 4                                    | 5                                    | Houston                              | 1. Prod.                             |                                      |
| Houston Aeros vyhrál 4:0 na série.   |                                      |                                      |                                      |                                      |                                      |                                      |

| Québec Nordiques vs. Minnesota Fighting Saints | Québec Nordiques vs. Minnesota Fighting Saints | Québec Nordiques vs. Minnesota Fighting Saints | Québec Nordiques vs. Minnesota Fighting Saints | Québec Nordiques vs. Minnesota Fighting Saints | Québec Nordiques vs. Minnesota Fighting Saints | Québec Nordiques vs. Minnesota Fighting Saints |
| Datum                                          | Domácí                                         | Domácí                                         | Hosté                                          | Hosté                                          | Prod.                                          |                                                |
| ---------------------------------------------- | ---------------------------------------------- | ---------------------------------------------- | ---------------------------------------------- | ---------------------------------------------- | ---------------------------------------------- | ---------------------------------------------- |
| 22. dubna                                      | Minnesota                                      | 1                                              | 4                                              | Québec                                         |                                                |                                                |
| 23. dubna                                      | Minnesota                                      | 5                                              | 3                                              | Québec                                         |                                                |                                                |
| 26. dubna                                      | Québec                                         | 6                                              | 1                                              | Minnesota                                      |                                                |                                                |
| 27. dubna                                      | Québec                                         | 2                                              | 4                                              | Minnesota                                      |                                                |                                                |
| 29. dubna                                      | Minnesota                                      | 3                                              | 6                                              | Québec                                         |                                                |                                                |
| 1. května                                      | Québec                                         | 4                                              | 2                                              | Minnesota                                      |                                                |                                                |
| Québec Nordiques vyhrál 4:2 na série.          |                                                |                                                |                                                |                                                |                                                |                                                |

### Finále
| Houston Aeros vs. Québec Nordiques                             | Houston Aeros vs. Québec Nordiques | Houston Aeros vs. Québec Nordiques | Houston Aeros vs. Québec Nordiques | Houston Aeros vs. Québec Nordiques | Houston Aeros vs. Québec Nordiques | Houston Aeros vs. Québec Nordiques |
| Datum                                                          | Domácí                             | Domácí                             | Hosté                              | Hosté                              | Prod.                              |                                    |
| -------------------------------------------------------------- | ---------------------------------- | ---------------------------------- | ---------------------------------- | ---------------------------------- | ---------------------------------- | ---------------------------------- |
| 3. května                                                      | Quebec                             | 2                                  | 6                                  | Houston                            |                                    |                                    |
| 6. května                                                      | Quebec                             | 3                                  | 5                                  | Houston                            |                                    |                                    |
| 10. května                                                     | Houston                            | 2                                  | 0                                  | Quebec                             |                                    |                                    |
| 12. května                                                     | Houston                            | 7                                  | 2                                  | Quebec                             |                                    |                                    |
| Houston Aeros vyhrál 4:0 na série a vyhráli Avco World Trophy. |                                    |                                    |                                    |                                    |                                    |                                    |

### Hráčské statistiky play-off

#### Kanadské bodování
Toto je konečné pořadí hráčů podle dosažených bodů. Za jeden vstřelený gól nebo přihrávku na gól hráč získal jeden bod.
| Poř. | Hráč        | Tým                       | Z  | G  | A  | B  | TM | +/- |
| ---- | ----------- | ------------------------- | -- | -- | -- | -- | -- | --- |
| 1.   | Mark Howe   | Houston Aeros             | 13 | 10 | 12 | 22 | 0  | --  |
| 2.   | Marc Tardif | Québec Nordiques          | 15 | 10 | 11 | 21 | 10 | --  |
| 3.   | Larry Lund  | Houston Aeros             | 13 | 5  | 13 | 18 | 13 | --  |
| 4.   | Gordie Howe | Houston Aeros             | 13 | 8  | 12 | 20 | 20 | --  |
| 5.   | Mike Walton | Minnesota Fighting Saints | 12 | 10 | 7  | 17 | 10 | --  |

## Trofeje a ocenění
‎Nové trofeje byly pojmenovány po některých ze zakladatelů týmů a klíčových osobnostech z organizace WHA.‎
| Trofej                          | Hráč           | Tým                 |
| ------------------------------- | -------------- | ------------------- |
| Gordie Howe Trophy              | Bobby Hull     | Winnipeg Jets       |
| Bill Hunter Trophy              | André Lacroix  | San Diego Mariners  |
| Lou Kaplan Trophy               | Anders Hedberg | Winnipeg Jets       |
| Ben Hatskin Trophy              | Ron Grahame    | Houston Aeros       |
| Dennis A. Murphy Trophy         | J. C. Tremblay | Québec Nordiques    |
| WHA Playoff MVP                 | Ron Grahame    | Houston Aeros       |
| Robert Schmertz Memorial Trophy | Sandy Hucul    | Phoenix Roadrunners |
| Paul Deneau Trophy              | Mike Rogers    | Edmonton Oilers     |

### All-Star Tým

#### První All-Star Tým
| Hráč           | Pozice           | Tým                | Z  | G  | A   | B   |
| -------------- | ---------------- | ------------------ | -- | -- | --- | --- |
| André Lacroix  | Střední útočník  | San Diego Mariners | 78 | 41 | 106 | 147 |
| Gordie Howe    | Křídelný útočník | Houston Aeros      | 75 | 34 | 65  | 99  |
| Bobby Hull     | Křídelný útočník | Winnipeg Jets      | 78 | 77 | 65  | 142 |
| J. C. Tremblay | Obránce          | Québec Nordiques   | 68 | 16 | 56  | 72  |
| Kevin Morrison | Obránce          | San Diego Mariners | 78 | 20 | 61  | 81  |

| Hráč        | Pozice  | Tým           | Z  | V  | ČK | POG  |
| ----------- | ------- | ------------- | -- | -- | -- | ---- |
| Ron Grahame | Brankář | Houston Aeros | 43 | 33 | 4  | 3,03 |

#### Druhý All-Star Tým
| Hráč           | Pozice           | Tým                             | Z  | G  | A  | B   |
| -------------- | ---------------- | ------------------------------- | -- | -- | -- | --- |
| Serge Bernier  | Střední útočník  | Québec Nordiques                | 76 | 54 | 68 | 122 |
| Anders Hedberg | Křídelný útočník | Winnipeg Jets                   | 65 | 53 | 47 | 100 |
| Marc Tardif    | Křídelný útočník | Michigan Stags Québec Nordiques | 76 | 50 | 39 | 89  |
| Poul Popiel    | Obránce          | Houston Aeros                   | 78 | 11 | 53 | 64  |
| Barry Long     | Obránce          | Edmonton Oilers                 | 78 | 20 | 40 | 60  |

| Hráč           | Pozice  | Tým                 | Z  | V  | ČK | POG  |
| -------------- | ------- | ------------------- | -- | -- | -- | ---- |
| Gerry Cheevers | Brankář | Cleveland Crusaders | 52 | 26 | 4  | 3,26 |

## Vítězové Avco World Trophy
|  | Brankáři: Ron Grahame • Wayne Rutledge Obránci: Larry Hale • Mark Howe • Marty Howe • Glen Irwin • Poul Popiel • Bill Prentice • John Schella Útočníci: Murray Hall • Andre Hinse • Gordie Howe • Frank Hughes • Gord Labossiere • Don Larway • Larry Lund • Rich Preston • Terry Ruskowski • Jim Sherrit • Ted Taylor (C) Trenér a generální manažer: Bill Dineen |